# Disciphania modesta
Disciphania modesta är en tvåhjärtbladig växtart som beskrevs av Friedrich Ludwig Diels. Disciphania modesta ingår i släktet Disciphania och familjen Menispermaceae. Inga underarter finns listade i Catalogue of Life.